# Leiopotherapon aheneus
Leiopotherapon aheneus é uma espécie de peixe da família Terapontidae.
É endémica da Austrália.